# Карпентерсвил (Илиноис)
Карпентерсвил (енгл. Carpentersville) град је у америчкој савезној држави Илиноис.

## Демографија
По попису из 2010. године број становника је 37.691, што је 7.105 (23,2%) становника више него 2000. године.
| Група             | 2000.          | 2010.          |
| Белци             | 15.862 (51,9%) | 13.810 (36,6%) |
| Афроамериканци    | 1.279 (4,2%)   | 2.566 (6,8%)   |
| Азијати           | 606 (2,0%)     | 2.081 (5,5%)   |
| Хиспаноамериканци | 12.410 (40,6%) | 18.877 (50,1%) |
| Укупно            | 30.586         | 37.691         |